# Diodato
Antonio Diodato (Aosta, 30 d'agost de 1991), més conegut només pel seu cognom Diodato, és un cantant i compositor italià.
Nascut a Aosta d'una família provinent de Tàrent, el 2020 va guanyar el Festival de Sanremo amb la seva cançó «Fai rumore» (Fes remor), amb la que hauria representat el seu país en Eurovisió 2020 a Rotterdam en cas de no haver sigut cancel·lat per la pandèmia per coronavirus de 2019-2020.
El 2019 feu la banda sonora de la pel·lícula Un'avventura, de Marco Danieli.

## Discografia

### Àlbums d'estudi
- 2013 – E forse sono pazzo
- 2014 – A ritrovar bellezza
- 2017 – Cosa siamo diventati
- 2020 – Che vita meravigliosa

### Cançons
- 2013 – Amore che vieni amore che vai
- 2014 – Ubriaco
- 2014 – Babilonia
- 2014 – Se solo avessi un altro
- 2014 – I miei demoni
- 2014 – Eternità
- 2016 – Mi si scioglie la bocca
- 2017 – Di questa felicità
- 2017 – Cretino che sei
- 2018 – Adesso (Amb Roy Paci)
- 2018 – Essere semplice
- 2019 – Il commerciante
- 2019 – Non ti amo più
- 2019 – Che vita meravigliosa
- 2020 – Fai rumore